# Peter Kwasi Sarpong
Peter Kwasi Sarpong (* 26. Februar 1933 in Maase-Offinso) ist Alterzbischof von Kumasi.

## Leben
Peter Kwasi Sarpong empfing am 11. Dezember 1959 die Priesterweihe und wurde in den Klerus des Bistums Kumasi inkardiniert. Paul VI. ernannte ihn am 20. November 1969 zum Bischof von Kumasi.
Der Erzbischof von Cape Coast, John Kodwo Amissah, spendete ihm am 8. März des nächsten Jahres die Bischofsweihe; Mitkonsekratoren waren Joseph Amihere Essuah, Bischof von Sekondi-Takoradi und Peter Poreku Dery, Bischof von Wa.
Johannes Paul II. erhob das Bistum zum Erzbistum am 17. Januar 2002 und somit wurde er zum Erzbischof von Kumasi ernannt. Am 26. März 2008 nahm Papst Benedikt XVI. seinen altersbedingten Rücktritt an.